# Гординська-Каранович Дарія Ярославівна
Да́рія Яросла́вівна Горди́нська-Карано́вич (18 жовтня 1908, Коломия — 9 грудня 1999, Ньюарк) — українська піаністка, педагог, музичний і громадський діяч у США.

## Життєпис
Батько, Ярослав Гординський — професор Коломийської гімназії, брат — Святослав Гординський — художник та поет.
1929 року з відзнакою закінчила Вищий музичний інститут імені М. Лисенка у Львові, вчилася у Василя Барвінського. В часі навчання почала концертувати, тоді ж зайняла активну позицію в національному русі.
Після посилення конфронтації польської влади з українським національним рухом Барвінський скеровує її для вдосконалення до Відня, де в той час перебувало багато українських студентів та музикантів.
Навчалася у Віденській музичній академії, професор Пауль Вайнґартен особливо шанував її розуміння слов'янської музики.
На конкурсі-огляді у Варшаві (1931) вона відстояла для альма-матер — Музичного інституту ім. М. Лисенка — право «прилюдності» (офіційного державного визнання диплома): у польській державі 1920-х років офіційно визнавався диплом тільки консерваторії Польського музичного товариства, випускники всіх інших львівських консерваторій та музичних інститутів, щоб мати право на роботу, мусили нострифікувати свої дипломи перед спеціально створеною для цього державною комісією.
У Відні 1933 року на Другому міжнародному конкурсі піаністів-виконавців Віденської музичної академії змагалася з п'ятьмастами суперниками, стала дипломантом цього конкурсу; серед лауреатів були Болеслав Кон, Діну Ліпатті, Тарас Микиша.
В 1930—1945 роках активно концертувала в Австрії, Німеччині, Чехословаччині, Польщі, виступала в радіопередачах, в ансамблях, зокрема, з Віденським філармонічним струнним квартетом, віолончелістом Богданом Бережницьким. Привезла 1938 року до Львова програму сучасної української музики — Л. Ревуцького, В. Барвінського, В. Косенка, Т. Микиші, Н. Нижанківського, М. Колесси, С. Людкевича.
З 1952 року мешкала у США, займалася музичною педагогікою — викладала фортепіано в Українському музичному інституті Америки, не припиняючи концертувати.
Здійснила спеціальне концертне турне на вшанування пам'яті свого вчителя Василя Барвінського в 1963 році, виступила в містах Нью-Йорк, Ньюарк, Філадельфія, Клівленд, Детройт, Міннеаполіс, Чикаго і Торонто.
У 1968-70, 1983-99 роках була президентом Українського музичного інституту Америки.
Змогла 1990 року приїхати до Львова; виступила з концертом у Львівській консерваторії, провела майстер-класи зі студентами.

## Творча діяльність
Дарія Гординська-Каранович мала в європейський період діяльності великий концертний репертуар, в якому найбільше місця займали фортепіанні твори ХІХ сторіччя. Після переїзду до США зосередила головну увагу на поширенні української музики — грала твори В. Барвінського, М. Колесси, С. Людкевича, Б. Лятошинського, Н. Нижанківського, Л. Ревуцького, І. Соневицького. Виконавська манера піаністки витримана у стилі сецесії. Їй притаманна легка, елегантна гра з виразною інтонацією та внутрішньою теплотою/
1985 року записала в Канаді на грамплатівку твори В. Барвінського, М. Лисенка, Л. Ревуцького, Н. Нижанківського. 2002 року видано компакт-диск із записами піаністки. У 1984 р. здійснила редакцію збірника фортепіанних творів Н. Нижанківського. Авторка низки статей з музичного життя США.